# Eumannia meloleucaria
Eumannia meloleucaria là một loài bướm đêm trong họ Geometridae.